# Pseudoyuconia
Pseudoyuconia is een monotypisch geslacht van schimmels behorend tot de familie Pleosporaceae. Het bevat alleen de Pseudoyuconia thalictri.